# Биджниси
Биджниси (груз. ბიჯნისი) — село в Грузии. Находится в Хашурском муниципалитете края Шида-Картли. Высота над уровнем моря составляет 680 метров. Население — 268 человека (2014).